# 苟利军
苟利军（1953年5月—），男，汉族，陕西商州人，中华人民共和国政治人物。天津大学工商管理专业毕业。

## 生平
1969年8月参加工作，1976年6月加入中国共产党。1998年，先后任中共天津市委副秘书长（正局级）、滨海新区工委副书记、开发区保税区工委副书记，天津港保税区管委会主任，市委秘书长、办公厅主任（兼）。2007年，任中共天津市委常委，并先后任市委滨海新区工委书记、管委会主任，塘沽区委书记，市委教育工委书记。2012年1月，当选天津市人大常委会副主任。2017年1月，辞去天津市人大常委会副主任职务。
2008年，当选为第十一届全国人民代表大会天津地区代表。